# Heinrich (Sachsen-Römhild)

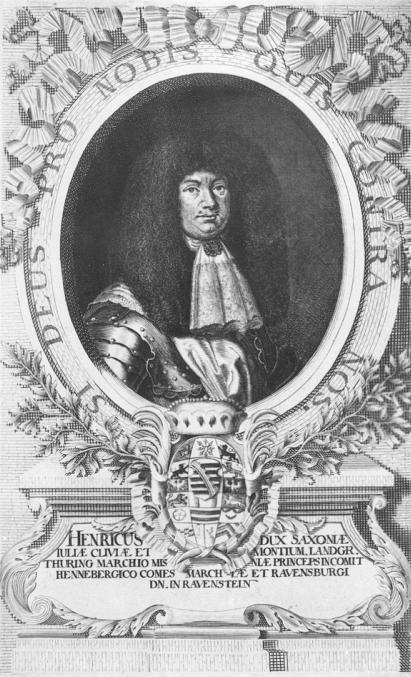
Herzog Heinrich von Sachsen-Römhild – Brustbild nach halbrechts im Harnisch mit Allongeperücke, Spitzenhalstuch und Schulterschärpe in Oval mit seiner Devise „Si deus pro nobis, quis contra nos?“ (lat. „Wenn Gott für uns ist, wer kann dann gegen uns sein?“) und großem Wappen mit Fürstenhut, auf Konsole mit Umschmuck

Heinrich von Sachsen-Römhild (* 19. November 1650 in Gotha; † 13. Mai 1710 in Römhild) war ein deutscher Herzog. Er war der einzige Regent von Sachsen-Römhild und kaiserlicher General.

## Leben
Heinrich war der vierte Sohn Herzog Ernsts I. des Frommen von Sachsen-Gotha (1601–1675) und dessen Gemahlin Elisabeth Sophia (1619–1680), Tochter des Herzogs Johann Philipp von Sachsen-Altenburg.
Am 1. März 1676 heiratete er in Darmstadt Marie Elisabeth von Hessen-Darmstadt (1656–1715), Tochter des Landgrafen Ludwig VI. von Hessen-Darmstadt. In diesem Jahr verlegte er seine Residenz auch nach Römhild. Am 24. Februar 1680 teilten die sieben Söhne Ernsts des Frommen das Land unter sich auf und Heinrich erhielt bei der Aufteilung die Ämter und Städte Römhild, Königsberg, Themar, Behrungen und Milz sowie die Echterschen Lehen.
Heinrich zog am 18. November 1680 mit seiner jungen Frau Marielies in Römhild ein und residierte im Schloss, das er „Glücksburg“ nannte und nach seinen Vorstellungen umbauen und einrichten ließ. Herzog Heinrich entfaltete auch sonst eine rege Bautätigkeit. Unter seiner Herrschaft entstand unter anderem die Schlosskirche, ein Amt- und Zollhaus, vier Kavaliershäuser für den Hofadel, eine Reitschule, eine Rennbahn und die Orangerie. Die prächtigsten Bauwerke waren das Grottenhaus (nach seiner Frau, die er sehr liebte, auch Marien-Elisabethenlust genannt) und das Lustschloss im Mertzelbach, erbaut nach Entwürfen des Hofbildhauers Lux, der auch den Hochaltar in der Stiftskirche schuf. Viele dieser Bauten existieren heute nicht mehr, sind aber in dem von ihm selbstverlegten Werk „Die fürstliche Baulust des Herzogs Heinrich von Sachsen-Römhild“ detailliert beschrieben. Das Buch gilt als eines der wenigen noch existierenden, schriftlich verfassten Zeugnisse über ephemere Architektur. Heinrich ließ auch den Bürgersee trockenlegen und in einen Lustgarten umwandeln und stattete die Stadtkirche mit einem barocken Hochaltar, einer prunkvollen Fürstenloge und einer neuen Orgel aus.
Der in Mechanik, Architektur und Mathematik bewanderte Heinrich unterhielt auf Schloss Glücksburg eine Fürstliche Bibliothek, die er ständig erweiterte und nach seinem Tod an den Herzog von Sachsen-Gotha kam. Von 1691 bis 1693 hatte er, gemeinsam mit seinem Bruder Bernhard, für den gemeinsamen Neffen Herzog Friedrich II. die Regentschaft in Sachsen-Gotha geführt. Schon jung war Heinrich in kaiserliche Kriegsdienste getreten und wurde 1697 kaiserlicher Generalfeldzeugmeister, im Jahr darauf erhielt er den Elephantenorden.
Das luxuriöse Hofleben und die repräsentative Hofhaltung des Herzogs verhalfen dem kleinen Landstädtchen Römhild zu wirtschaftlichem Aufschwung und kultureller Blüte. Der Aufwand überstieg die Finanzkraft des Herzogs bei weitem. Als der beliebte Herrscher 1710 unerwartet starb, hinterließ er beträchtliche Schulden. In seinen letzten vier Lebensjahren war er der Senior des ernestinischen Hauses. Sein Nachlass wurde versteigert.
Herzog Heinrich wurde in der Altarhalle der Römhilder Stiftskirche beigesetzt. Heute existieren keine Inschrift und kein Grabmal mehr.
Seine Ehe blieb kinderlos und die ernestinische Seitenlinie Römhild erlosch. Das Fürstentum wurde im Coburg-Eisenberg-Römhilder Erbstreit der gothaischen Ernestiner (beendet 1735) aufgeteilt.